# Tetramorium repletum
Tetramorium repletum är en myrart som beskrevs av Wang och Xiao 1988. Tetramorium repletum ingår i släktet Tetramorium och familjen myror. Inga underarter finns listade i Catalogue of Life.